# Michał Oracz
Michał Oracz (ur. 1975) – polski grafik oraz twórca i wydawca gier fabularnych związany wcześniej z dwumiesięcznikiem „Portal”, w którym był pod koniec ukazywania się pisma redaktorem naczelnym, a wcześniej ilustratorem oraz autorem wielu tekstów. Pracował w wydawnictwie Portal do końca 2010, obecnie działa jako freelancer w branży gier. Zawodowo rozwija się jako grafik.
Jest autorem lub współautorem kilku gier fabularnych i planszowych, np.:
- nowofalowej gry fabularnej De Profundis (2001)[1], za którą był nominowany w 2002 roku do prestiżowej nagrody w dziedzinie gier Nagroda Diana Jones za doskonałość w grach[2],
- gry fabularnej Neuroshima (2003),
- gry fabularnej Monastyr (2004),
- gry planszowej Neuroshima Hex! (2005), wraz z jej kolejnymi wersjami – drugą (2008)[3] i trzecią/3.0 (2013)[4],
- gry planszowej Witchcraft[5][6] (2008),
- gry planszowej Tezeusz: Mroczna Orbita (2013)[7],
- gry planszowej This War of Mine (2017)[8]; jest to wersja planszowa wielokrotnie nagradzanej gry komputerowej This War of Mine firmy 11 bit studios.

Jest autorem jednego z opowiadań zamieszczonych w pierwszej polskiej antologii poświęconej mitologii Howarda Phillipsa Lovecrafta pt. „Przejście”.